# Mièges
Mièges község Franciaország Burgundia-Franche-Comté régiójában, Jura megyében. 2016. január 1-jén a korábbi Mièges Esserval-Combe és Molpré községgel egyesült. Az így létrejött új község átvette (megtartotta) a korábbi  Mièges nevet.
Lakosainak száma 165 fő (2022. január 1.). Mièges Esserval-Tartre, Censeau, Mignovillard, Longcochon, Nozeroy, Doye, Onglières, Plénisette és Plénise községekkel határos.

## Népesség
A település népességének változása:
| Lakosok száma | 166  | 170  | 172  | 170  | 167  | 165  |
|               | 2017 | 2018 | 2019 | 2020 | 2021 | 2022 |